# Aufschlag (Uniform)
Der Aufschlag ist bei der militärischen Uniform der Besatz am unteren Ende des Ärmels des Waffenrocks, meistens in der Farbe des Kragens.

## Geschichte

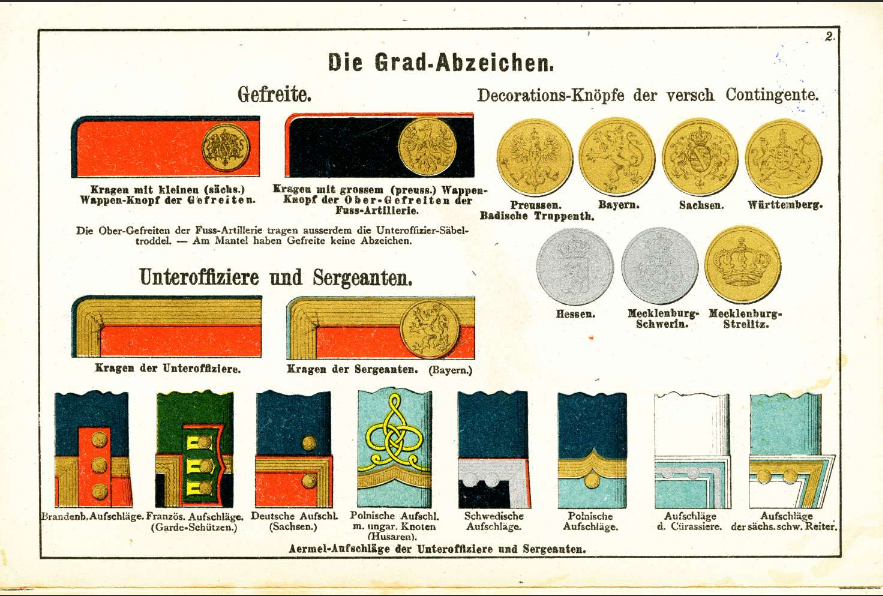
Beispiele deutscher Rangabzeichen und Ärmelaufschläge, 1899

Bereits mit Beginn der Uniformierung von militärischen Verbänden zwischen dem Ende des Dreißigjährigen Krieges und dem Ausklang des 17. Jahrhunderts begann man, die zunächst der damaligen Zivilmode entsprechenden, großdimensionierten Ärmelauf- beziehungsweise -umschläge in der Abzeichenfarbe des jeweiligen Verbandes zu halten.
Im Laufe der Zeit kristallisierten sich in verschiedene Armeen landestypische Gestaltungsformen heraus: Es wurden (teils andersfarbige) Patten über die Aufschläge gelegt, die Anzahl und das Anbringungsschema der Knöpfe variierten, auch die Form selbst war von Wandlungen betroffen. Manchmal erhielt Aufschlag bzw. Patte eine andersfarbige Paspelierung, manchmal war der Aufschlag von der Rockfarbe und nur andersfarbig paspeliert. Mit dem Anwachsen der Streitkräfte wurden diese Varianten zunehmend auch genutzt, um Verbände innerhalb des gleichen Heeres bzw. sogar der gleichen Waffengattung unterscheidbar zu machen. So teilten sich bei der Linieninfanterie Österreich-Ungarns zwei Regimenter die gleiche Kombination von Knopf- und Abzeichenfarbe, waren jedoch u. a. durch unterschiedliche Ärmelaufschläge als Verband aus dem cis- oder transleithanischen Teil der Donaumonarchie erkennbar (Egalisierung).
Die Uniformstile militärisch erfolgreicher Staaten wurden gerne kopiert, so dass am Ende die meisten Aufschlagsformen auch außerhalb des Ursprungslandes Verbreitung fanden. Auf das preußische Vorbild zurückgehen mag etwa die Beliebtheit der (alt-)brandenburgische Ärmelaufschläge in der kurhannoverschen Infanterie (1731–1765) und der englischen Armee (ca. 1742–1768). In der letzteren hieß dieser Aufschlag mit V-förmigen Seitenschlitz slash and frame (Schlitz und Einfassung). Die zugehörige Patte war, seit den 1740er Jahren, oft „auf englische Art“ reich bortiert (siehe Abb. unten: 45th Regiment of Foot, England, 1750). Die (alt-)brandenburgischen Aufschlägen wichen solchen von runder, geschlossener Form, mit zwei bis drei aufgesetzten Litzen samt Knopf. In Preußen selbst waren die alt-brandenburgischen Aufschläge bereits 1740, mit dem Regierungsantritt Friedrichs des Großen, aus der Mode geraten. Nur noch die bis dahin aufgestellten, alten Regimenter und die Artillerie trugen sie. Bis zu Friedrichs Ableben erhielten neu formierte Regimenter meist schwedische Aufschläge. Eine andere Modeerscheinung stellte der Einzug der spitzen polnischen Aufschläge in die Heere Europas dar. Als man sich zu Beginn des 19. Jahrhunderts zunehmend für Lanzenreiter und leichte Reiterei begeisterte, hielt mit den nach Art der polnischen Ulanen bzw. ungarischen Husaren kämpfenden Truppen auch deren Bekleidung Einzug. Teilweise wurden auch andere Gattungen der leichten Kavallerie und sogar die leichte Infanterie mit polnischen Aufschlägen oder ungarischen Knotenschnüren bedacht.
Bis etwa zum Beginn des Ersten Weltkrieges blieben Ärmelaufschläge fester Bestandteil der buntfarbigen Friedensuniformen der meisten Armeen. Auch bei den Felduniformen wurden sie oftmals noch verwendet, wenn auch in stark vereinfachter Form. Nach dem Ersten Weltkrieg behielt man die Ärmelaufschläge aus Traditionsgründen noch in einigen Streitkräften bei, so z. B. bei der deutschen Wehrmacht. Auch heute noch sind sie bei einigen Armeen in Verwendung, jedoch nur mehr bei formelleren Anzugarten, nicht mehr bei Arbeits- oder Feldanzug.

## Grundformen
Bei der Gestalt der Ärmelaufschläge bildeten sich etwa drei Haupttypen heraus, innerhalb derer es zahlreiche kleinere Unterschiede gab:
1. gerade Stulpumschläge ohne Patten (schwedisch oder deutsch genannt)
2. gerade Stulpumschläge mit Patten (französisch oder brandenburgisch genannt)
3. nach oben spitz zulaufende Stulpumschläge (polnisch genannt)

Bei Aufschlägen mit vertikaler Knopfanordnung war zwischen oben offenen Aufschlägen und unten offenen Aufschlägen zu unterscheiden: Bei den oben offenen Aufschlägen saß die Knopfreihe zum Öffnen des Aufschlags mittig auf dem Ärmel, zwischen beiden Ärmelnähten (bspw. die brandenburgischen Aufschläge). Bei den unten offenen Aufschlägen saßen die Knöpfe nahe der hinteren Ärmelnaht (bsp. deutsche Aufschläge).
Obwohl im 19. Jahrhundert bei den Husaren und ähnlich uniformierten Truppen einiger Staaten die Abzeichenfarben und damit der Aufschlag im eigentlichen Sinn an Dolman bzw. Attila entfielen, behielt man die den Aufschlag umgebende kleidsame Verschnürung (in Ungarn Vitéz Kötés genannt) bei oder übernahm sie sogar für eigentlich von vorneherein aufschlagslose Uniformen.
Die Ärmelaufschläge waren mit senkrechten und waagerechten Knopfreihen verziert, dazu wurden funktionslose Knopflöcher mit und ohne Borten angebracht. Im Laufe der Jahrzehnte verringerten sich die Dimensionen der Aufschläge immer mehr, bis sie zu Ende des 19. Jahrhunderts ihre endgültige Größe erreicht hatten. Aus Ersparnisgründen bestanden sie auch nur noch aus aufgesetzten Stoffstreifen und waren keine Aufschläge im eigentlichen Sinne des Wortes mehr.

## Beispiele historischer und nationaler Aufschlagsformen

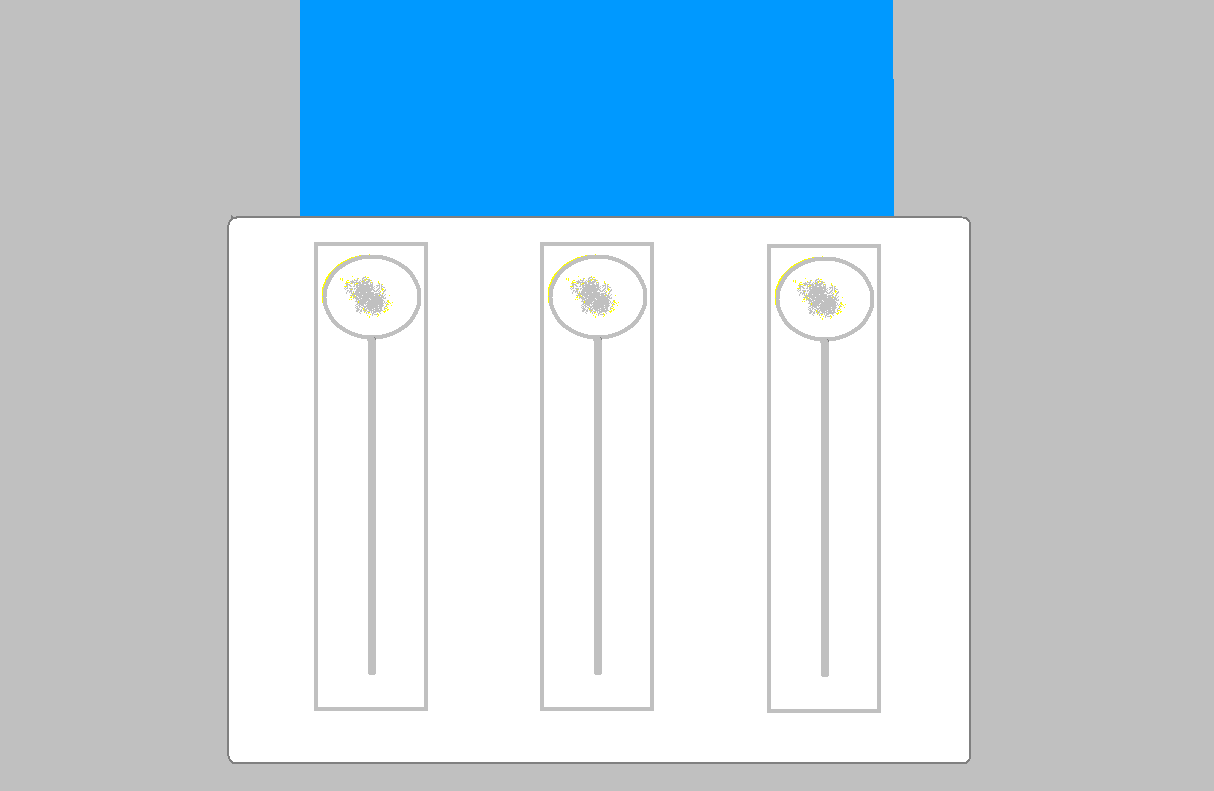
Kurfürstliches Leib-Regiment zu Fuß, Bayern 1701
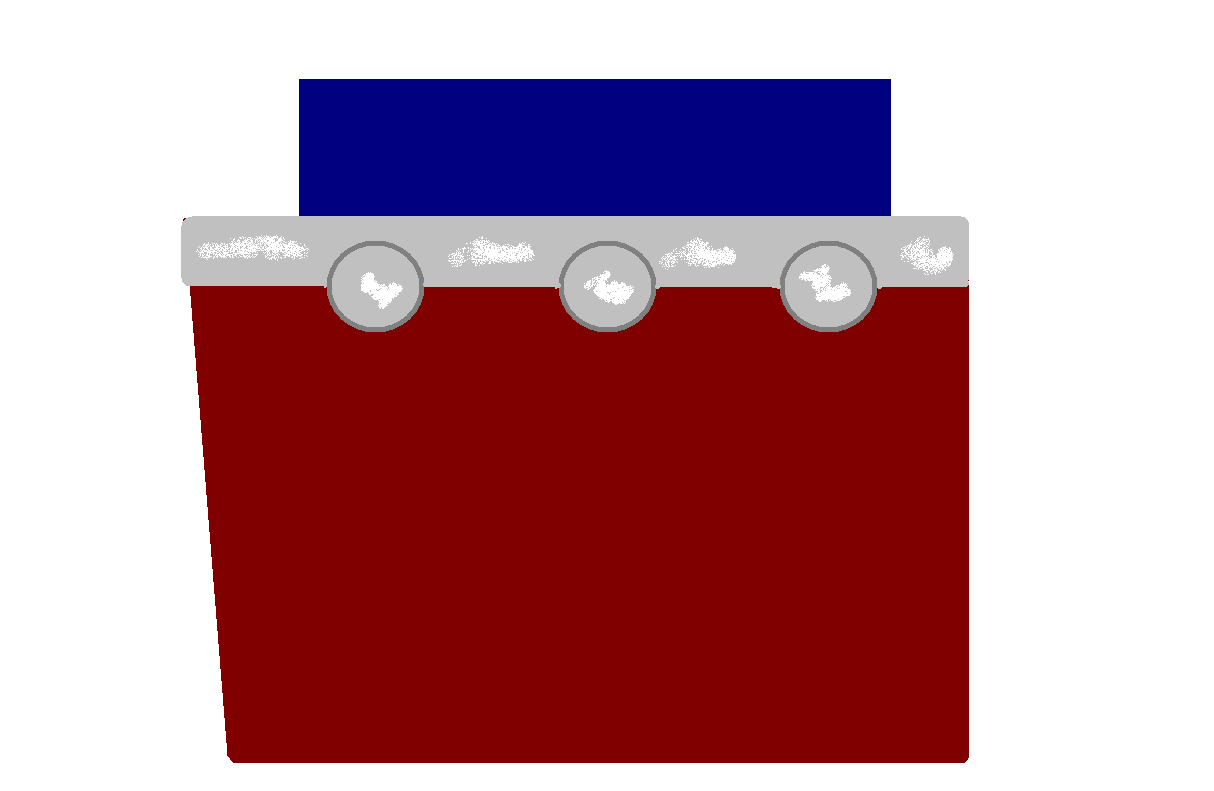
Royal-Carabiniers, Frankreich, 1700
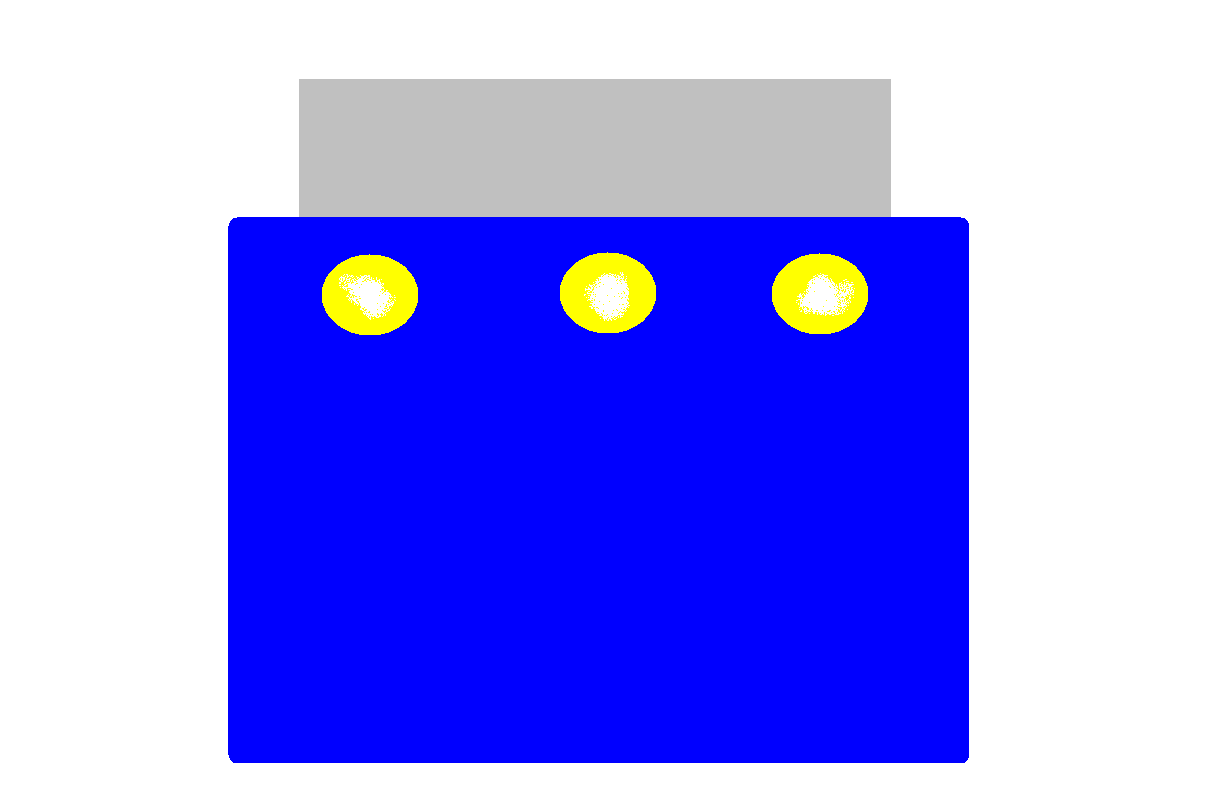
Regiment Royal-Roussillon, Frankreich, 1720
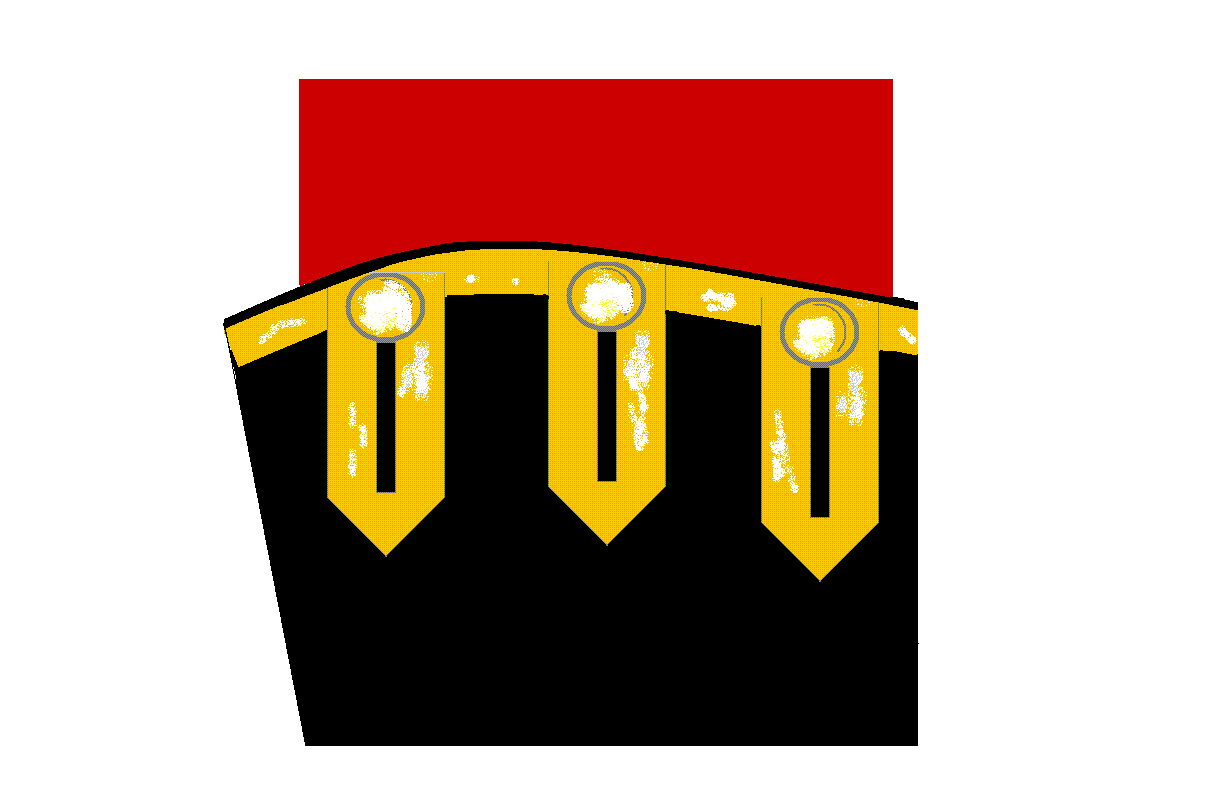
Gensdarmes de la Garde, Frankreich, 1724
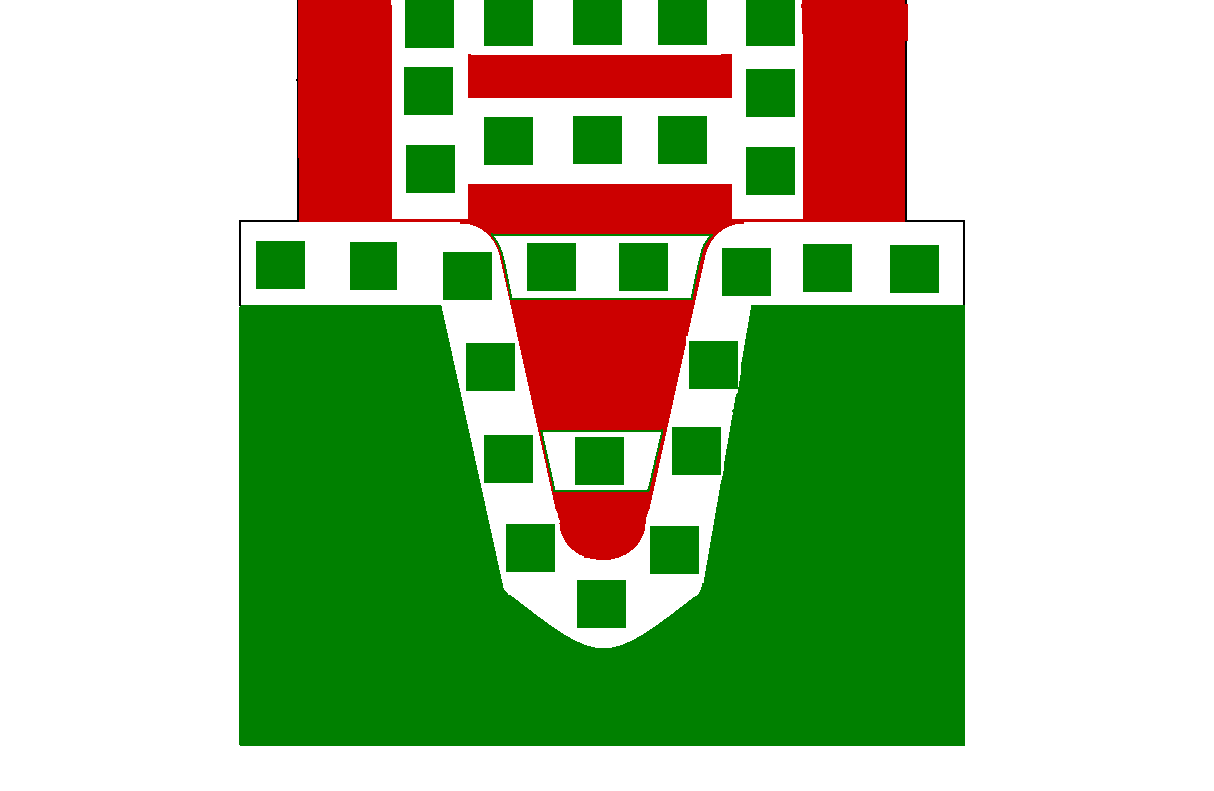
45th Regiment of Foot, Großbritannien, 1750
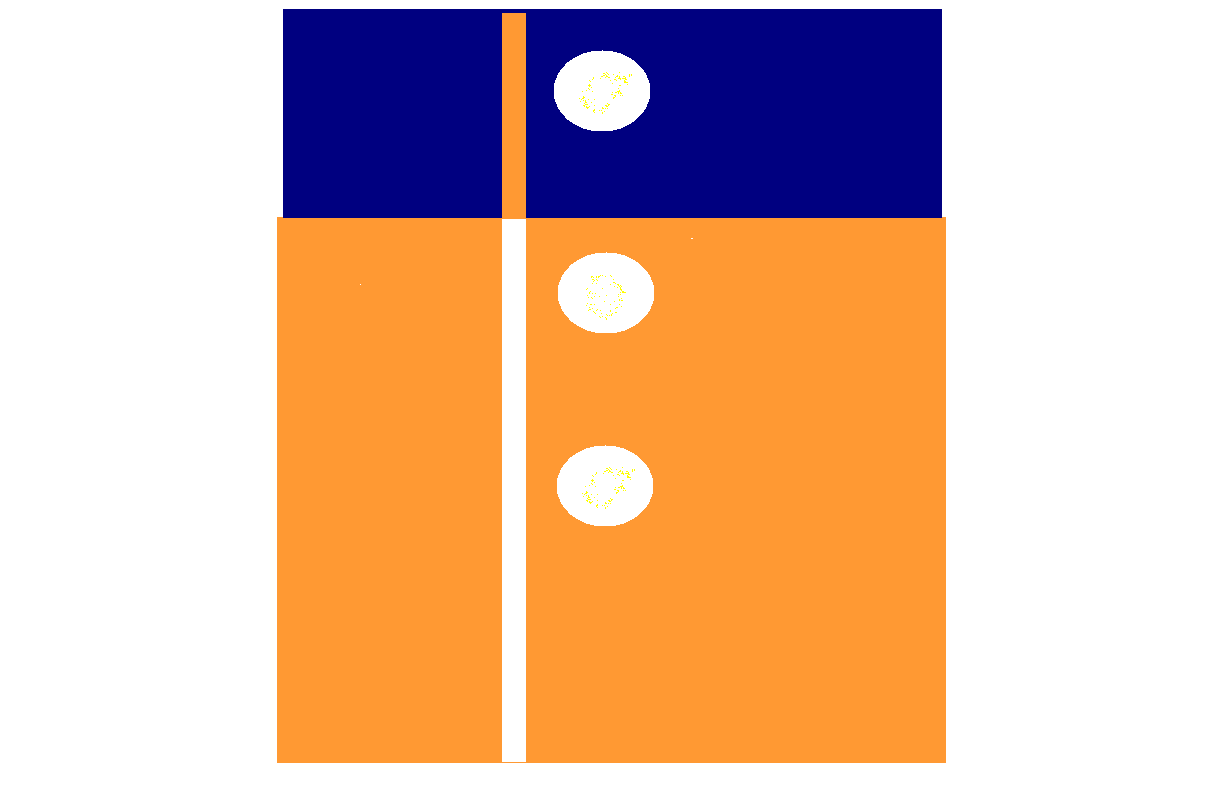
Regiment Royal-Hesse-Darmstadt, Frankreich, 1786
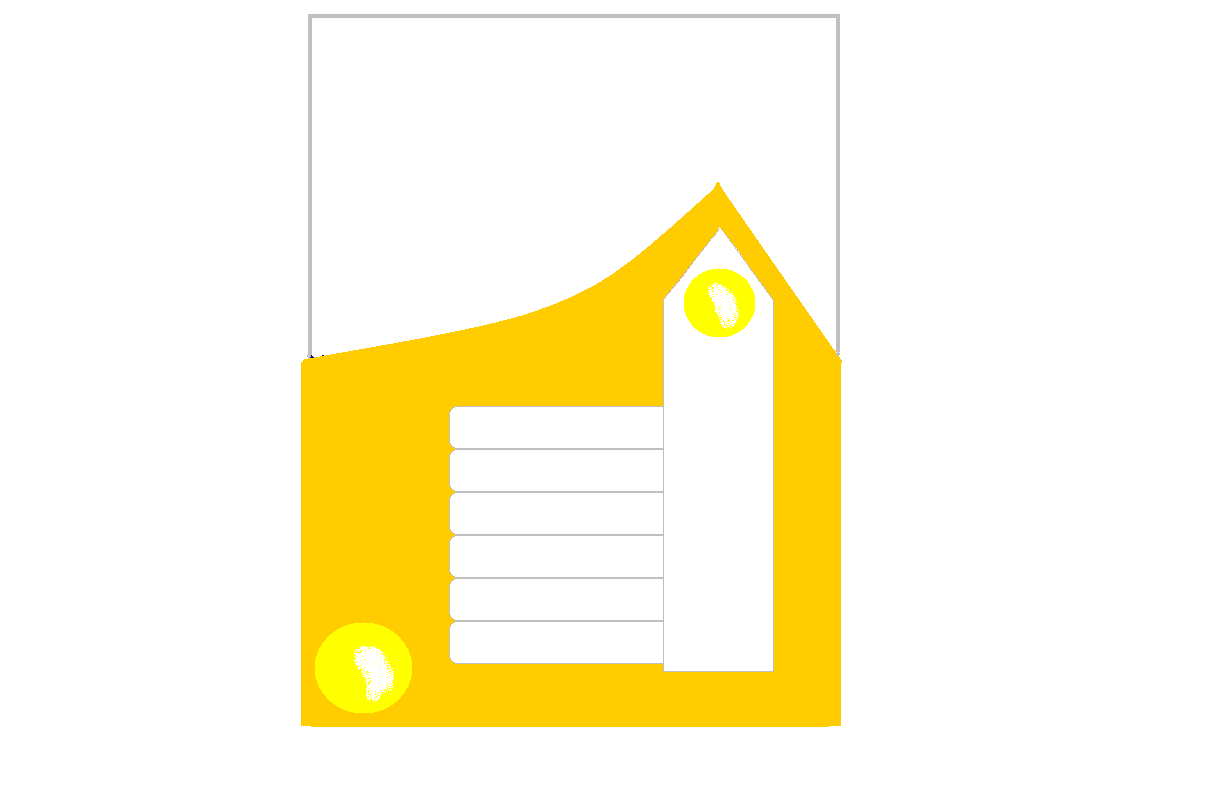
k.k. ungarischer Grenadier 1798
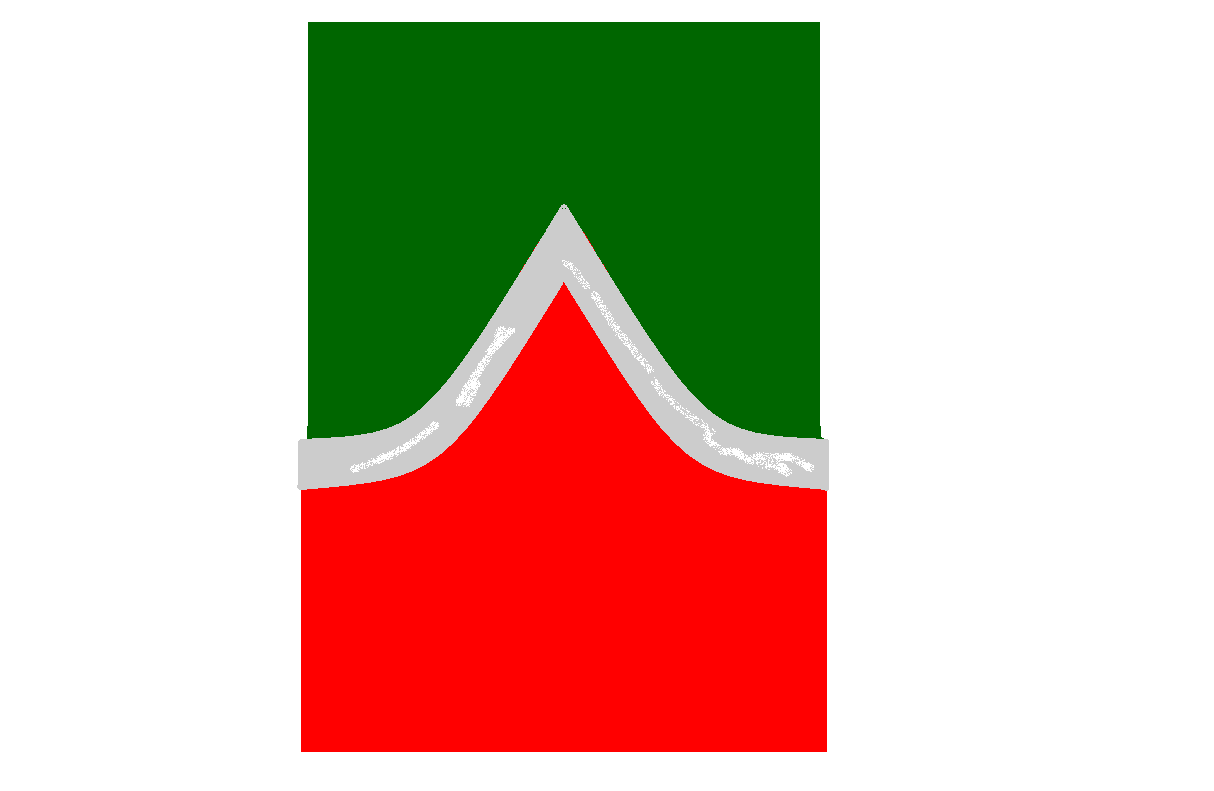
Jäger des Regiments Olivera, Spanien, 1811
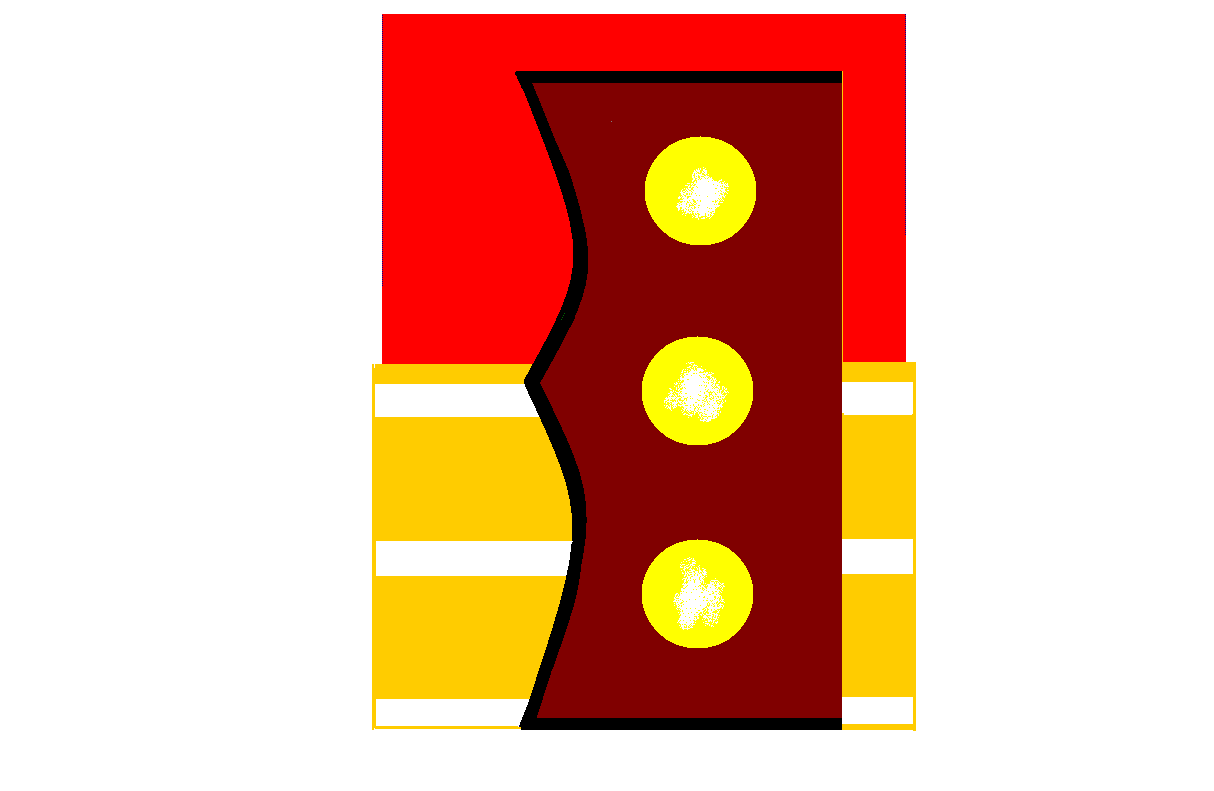
Garde-Grenadiere des Königreichs Westphalen 1812
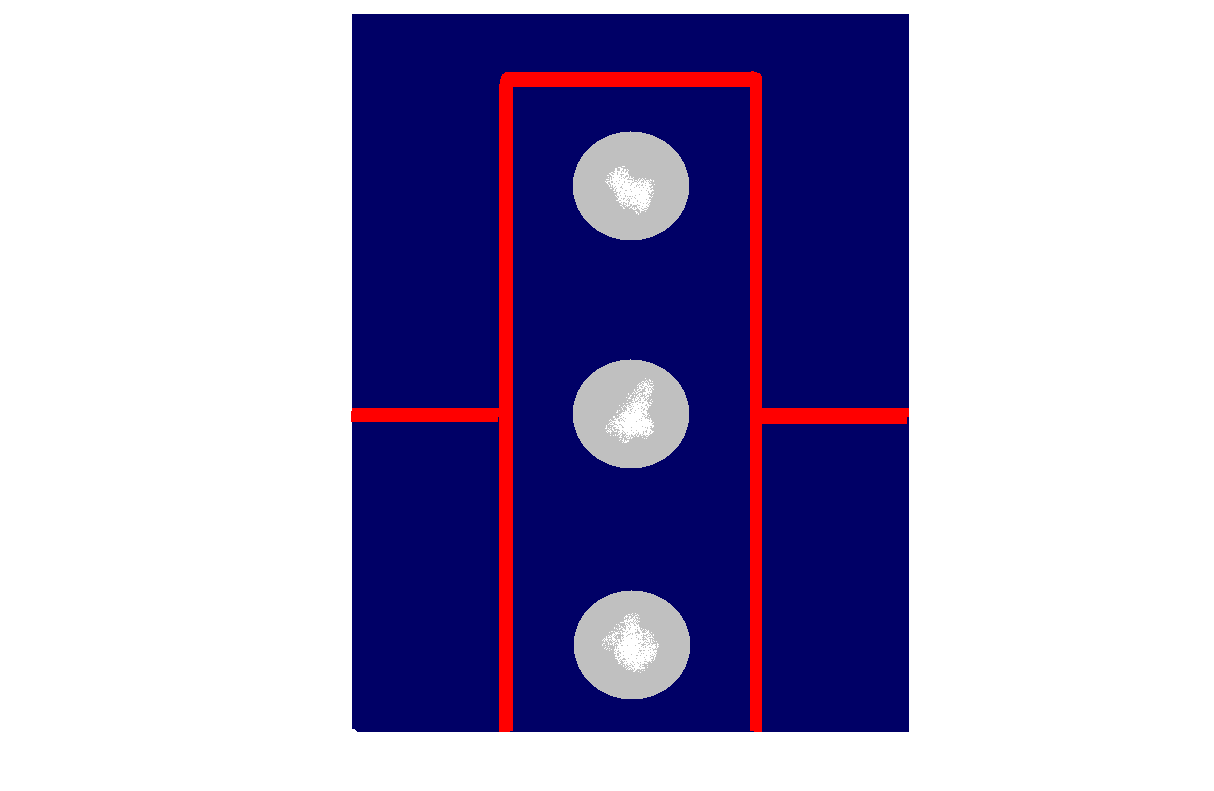
Gendarmes d' Elite der Kaisergarde, Frankreich, 1865
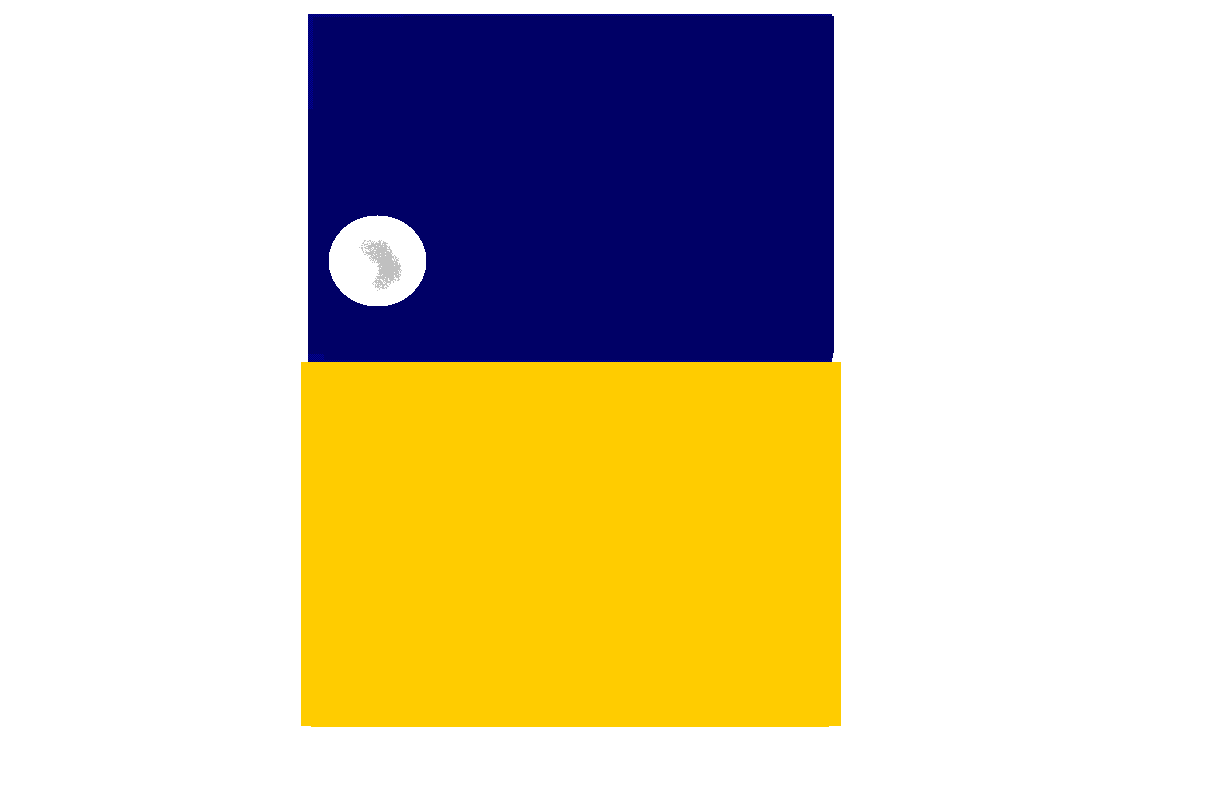
k.k. Deutsche Uniform, Österreich-Ungarn, 1867
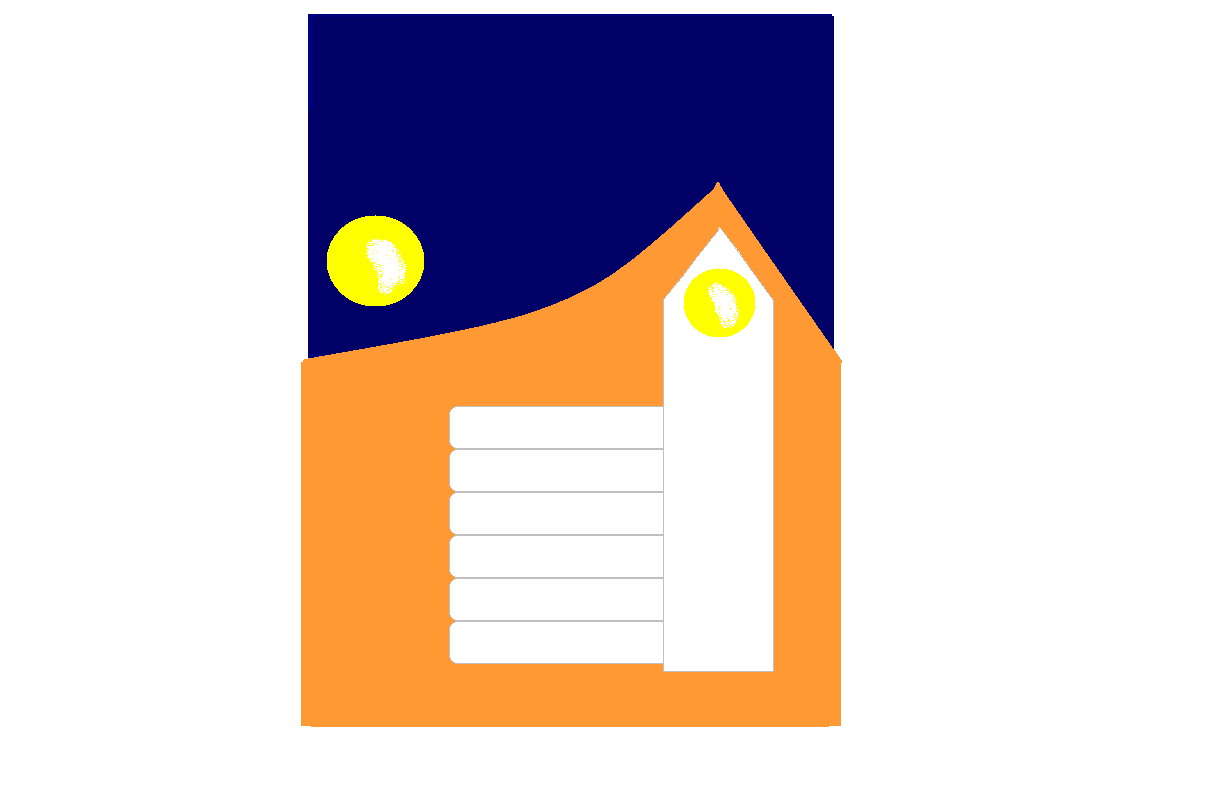
k.u.k. Ungarische Uniform, Österreich-Ungarn, 1914
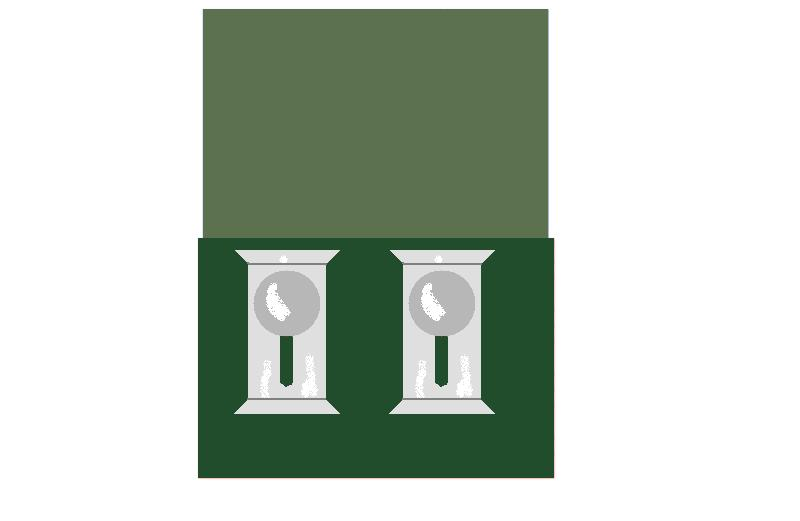
Ausgehuniform der deutschen Wehrmacht

## Aufschlagsformen des deutschen Heeres im Jahre 1914

### Brandenburgische Aufschläge
- (unter anderem) Infanterie, der Gardegrenadiere und der Fußartillerie.

Diese Aufschlagsform gliedert sich in alt-brandenburgische und (neu-)brandenburgische Aufschläge. Bei ersteren gab ein seitlicher, V-förmiger Schlitz den Blick auf die darunter liegende Ärmelpatte frei. Die Patte war häufig, speziell bei Unteroffizieren oder bspw. den Bombardieren der preußischen Artillerie, betresst oder bortiert (vgl. Abb. oben: 45th Regiment of Foot, England, 1750). Gegen Ende des 18. Jahrhunderts ging daraus der (neu-)brandenburgische Ärmelaufschlag hervor. Dort saß die Patte auf dem inzwischen geschlossenen Aufschlag – und war damit der Endform des französischen Aufschlags sehr ähnlich.
Nachdem im preußischen Heer zeitweise schwedische Aufschläge dominiert hatten, fand im Zuge der Napoleonischen Kriege die (neu-)brandenburgische Variante vermehrt ihren Weg ins preußischen Heer. In gewisser Weise war dies ein Reimport: Die französische Armee führte seit 1791 fast ausnahmslos (neu-)brandenburgische Aufschläge – und dies, zur bunten Friedensuniform, noch bis in die 1930er Jahre hinein. Die Aufschläge mit vertikal aufgesetzter Patte waren eine Weiterentwicklung der sog. offenen Aufschlägen, die in Frankreich seit 1775/1779 für das Gros der Linientruppen Vorschrift gewesen waren. Ein ähnlicher Entwicklungsprozess hatte sich gleichzeitig auch in Preußen abgespielt, war aber offenbar durch das französische Beispiel zusätzlich befeuert worden.
Merkmal: drei Knöpfe übereinander auf der Ärmelpatte.

Mannschaften Hess. Garde Rgt 115
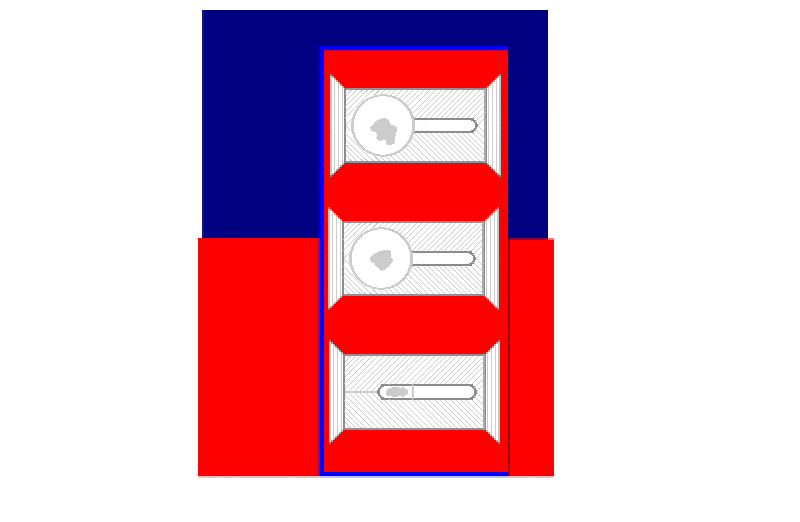
Offiziere Hess. Garde Rgt 115
Mit grüner Paspelierung, Mannschaften, Linie
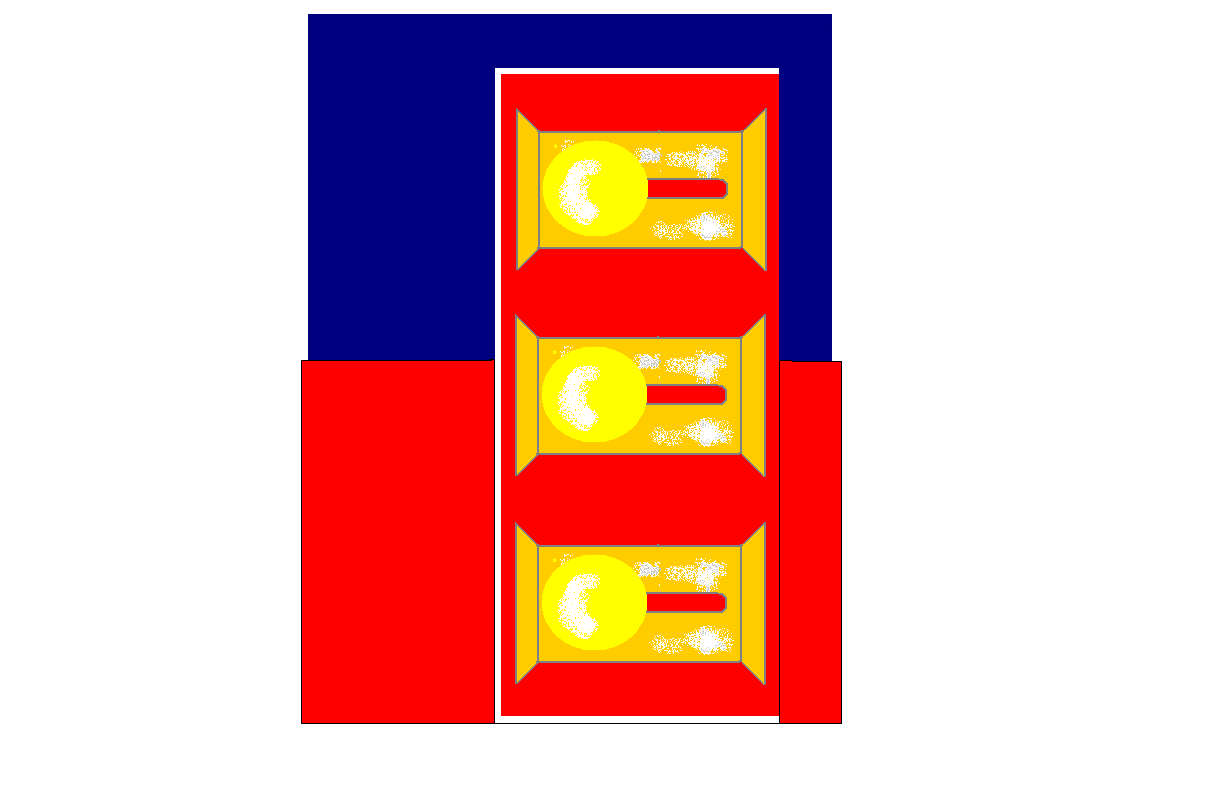
Mannschaften, Garde
Mit gelber Paspelierung, Unteroffiziere, Linie

### Schwedische Aufschläge
- Teile der Infanterie, der Garde zu Fuß, Pioniere, Jäger, Feldartillerie, Dragoner, Kürassiere sowie der Jäger zu Pferde. Auch die preußischen Militärbeamten hatten durchweg schwedische Aufschläge.

Merkmal: parallellaufend mit der unteren Öffnung des Ärmels und zwei Knöpfe nebeneinander.

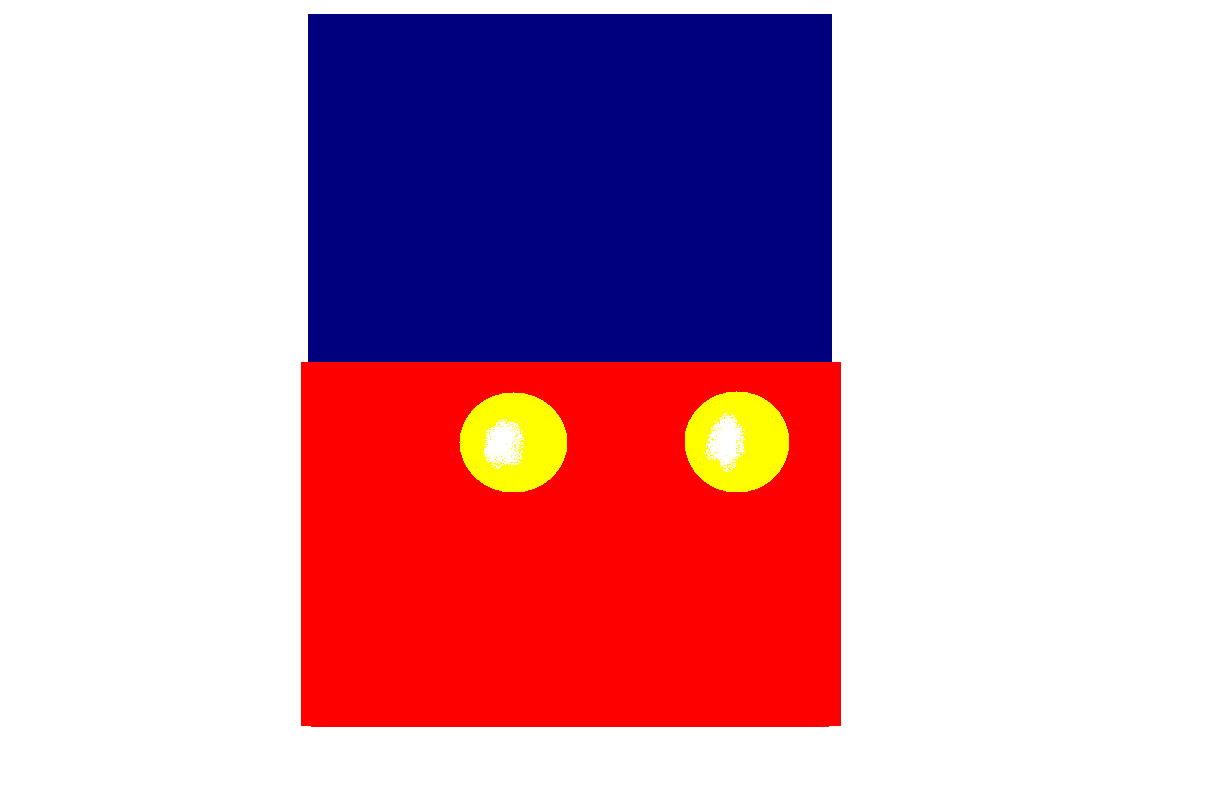
Mit gelben Knöpfen, Mannschaften, Linie
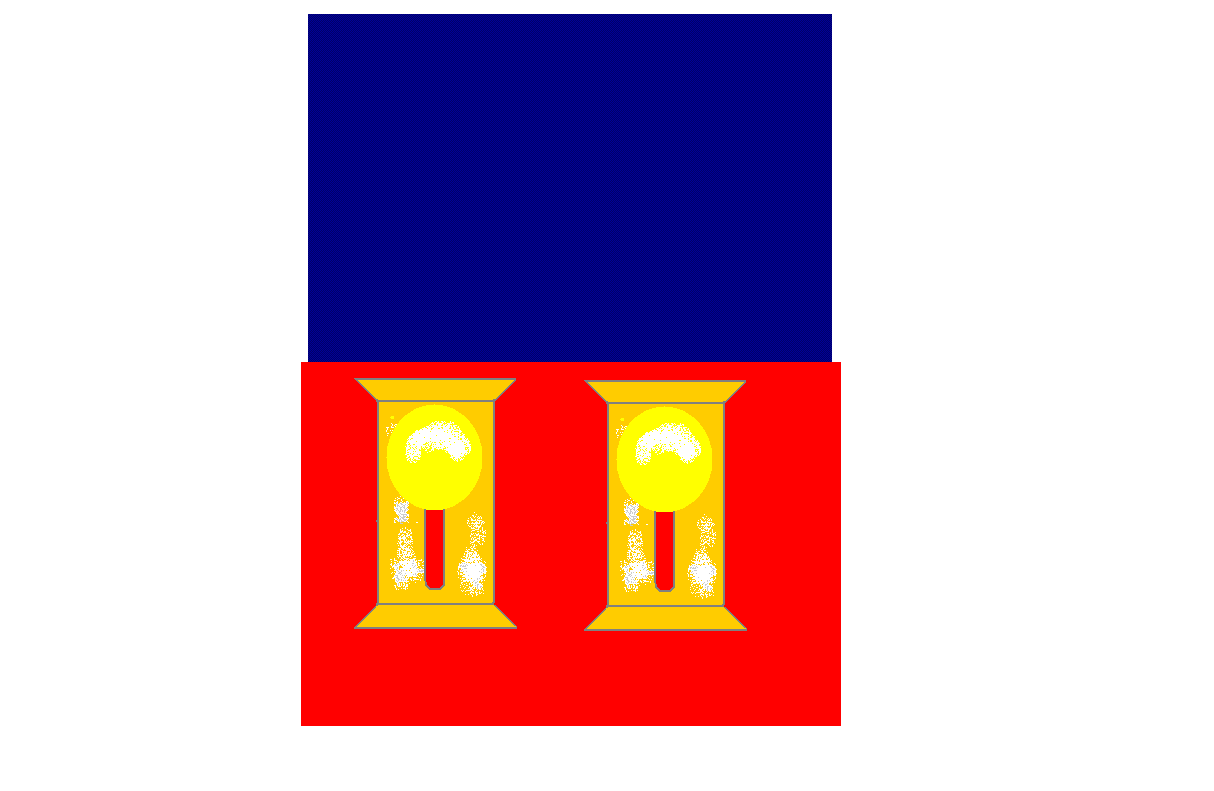
Mannschaften, Garde
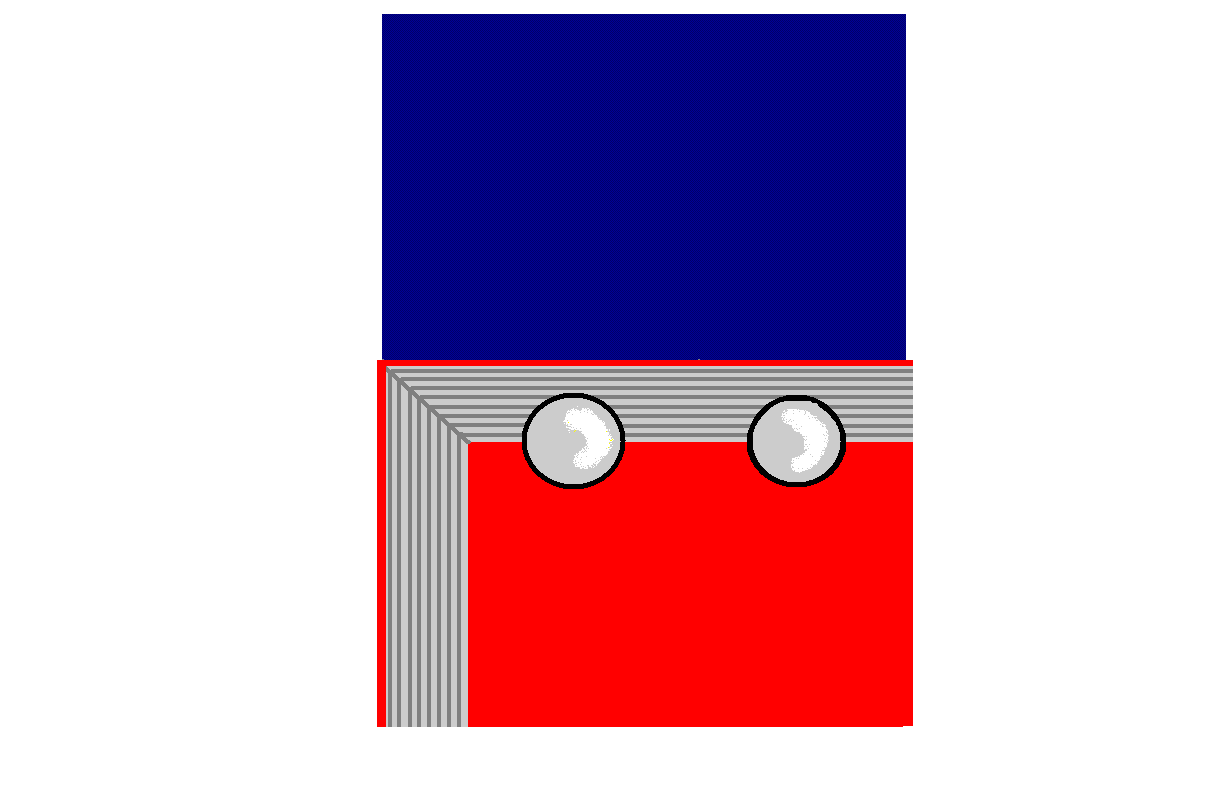
Mit weißen Knöpfen, Unteroffiziere, Linie
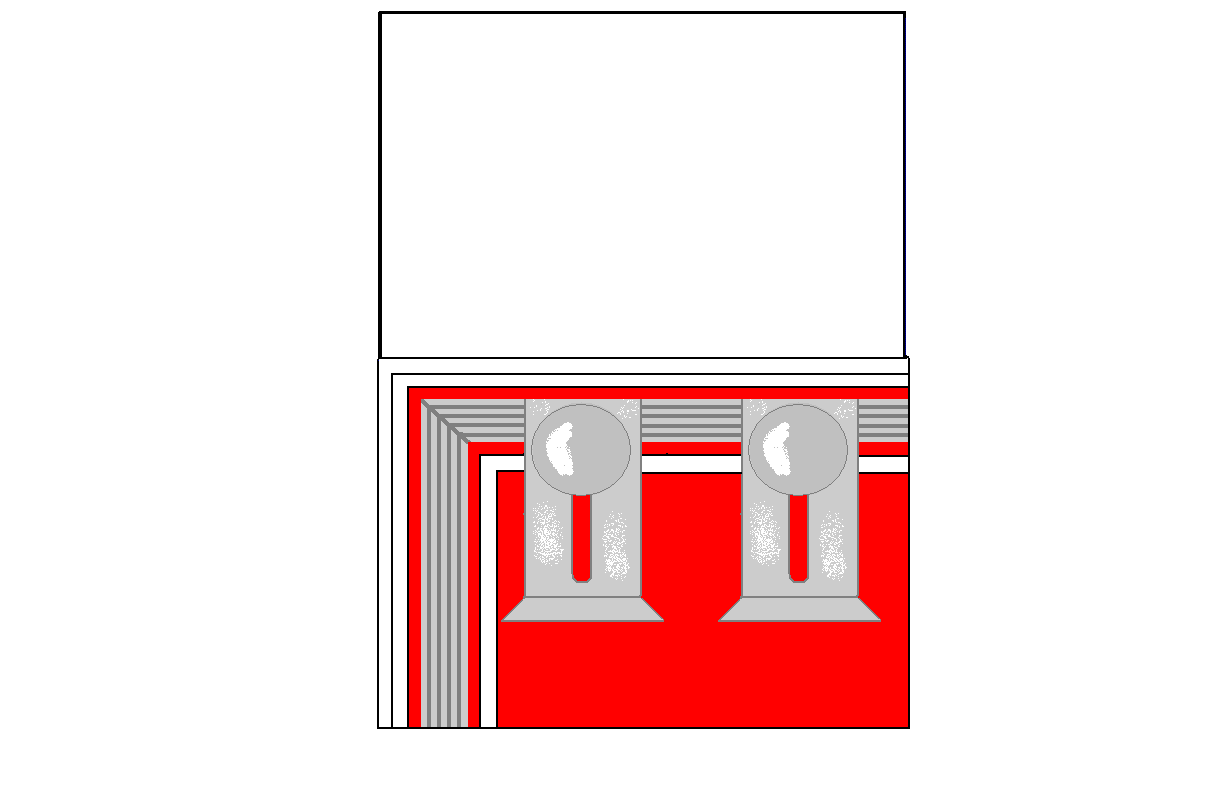
Gardes du Corps, Unteroffiziere
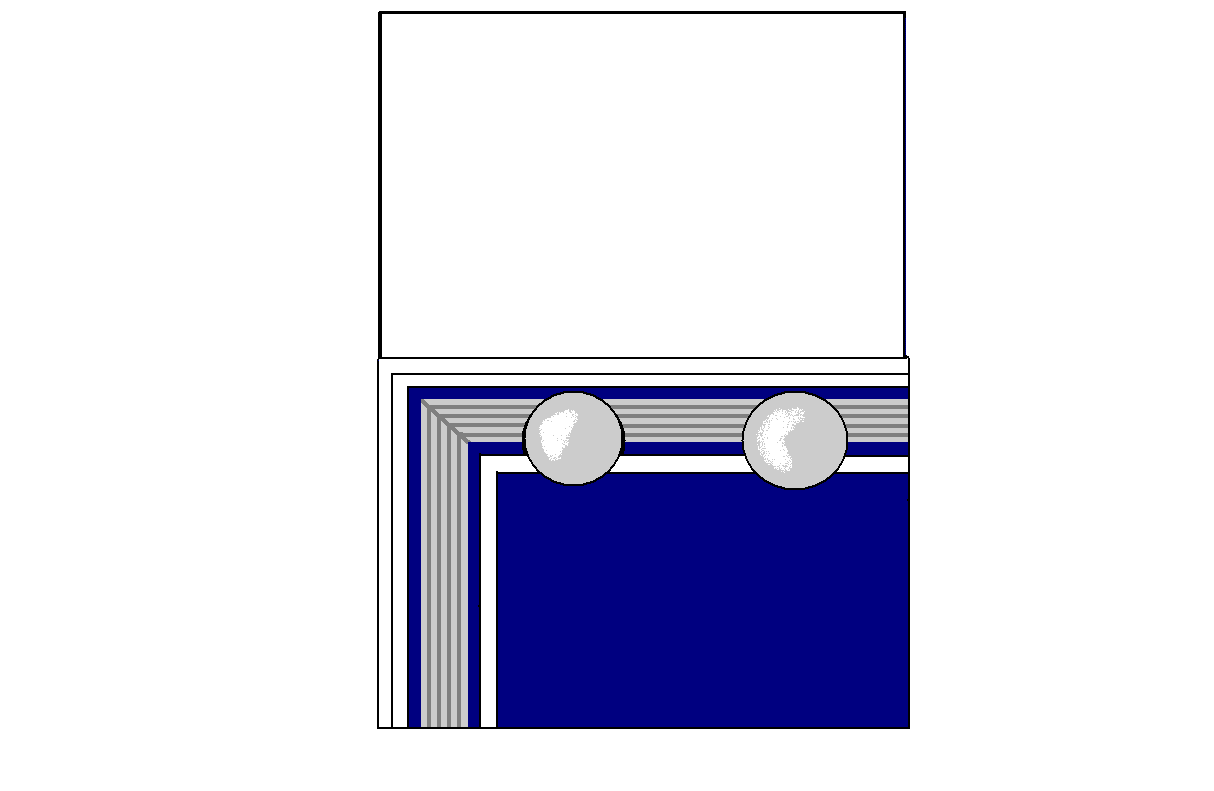
Kürassiere, Unteroffiziere

### Polnische Aufschläge
- Ulanen und Gendarmen

Merkmal: nach oben in eine Spitze auslaufend und in dieser einen einzelnen Knopf.

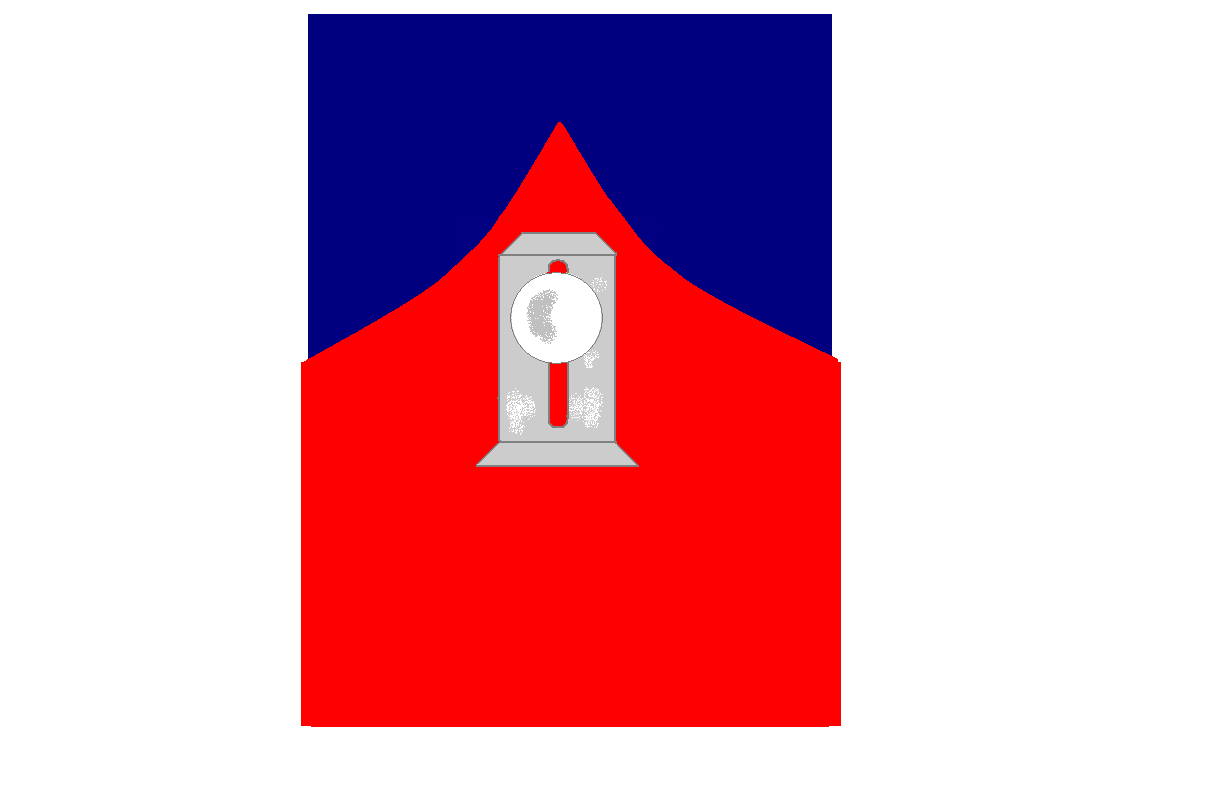
Mannschaften, Garde
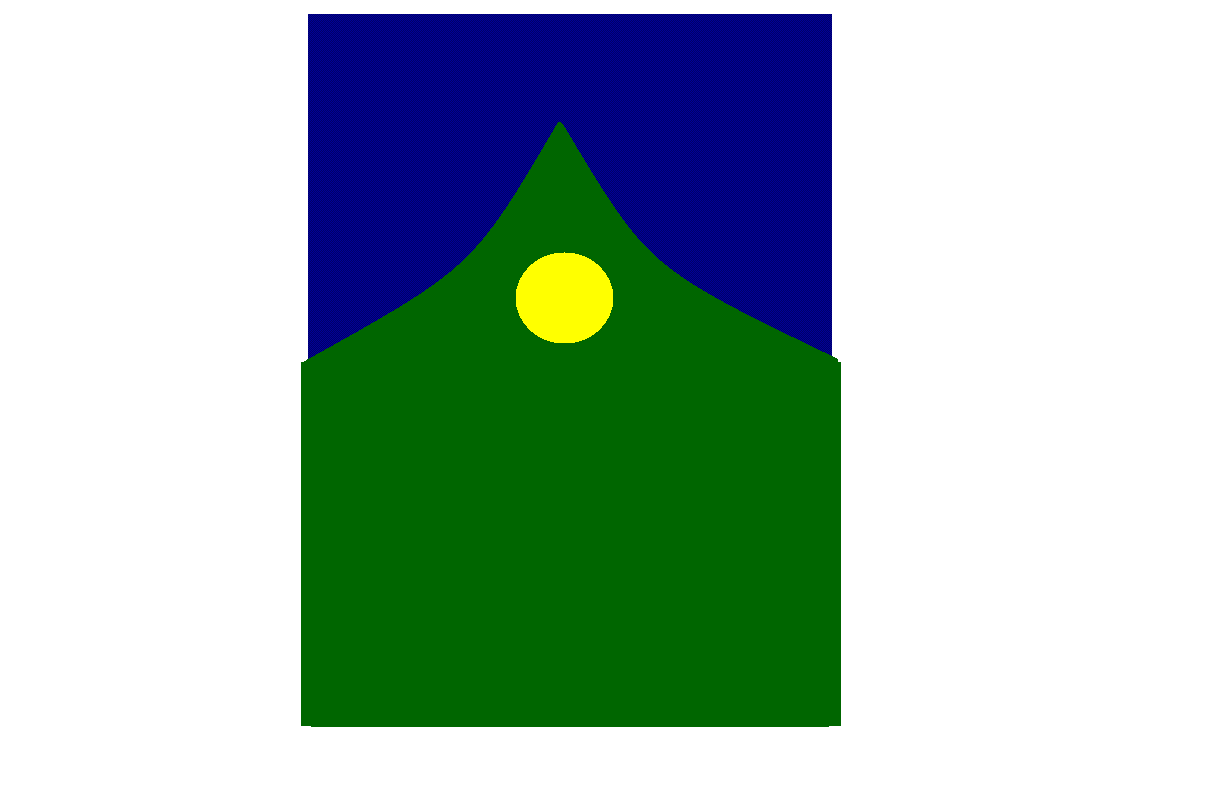
Mannschaften

### Neu(f)châteler bzw. Französische Aufschläge
- Gardeschützen und die 2. Garde-MG-Abteilung.

Der Name dieser Aufschlagsform, mit geschweiften Patten, verweist auf das ehemalige Fürstentum Neuenburg (frz. Neuchâtel, heute der Schweizer Kanton Neuenburg). Dort wurden 1814 die ersten Gardeschützen rekrutiert. Landesherren waren damals Preußens Könige, die Neuenburg/Neu(f)châtel, von 1707 bis 1806 und wieder von 1814 bis 1857, in Personalunion regierten. Neben den Gardeschützen führten diese Aufschläge nur noch das II. Bataillon des Mecklenburgischen Grenadier-Regiments Nr. 89.
Merkmal: drei Knöpfe übereinander auf einer geschweiften Ärmelpatte mit drei Spitzen.

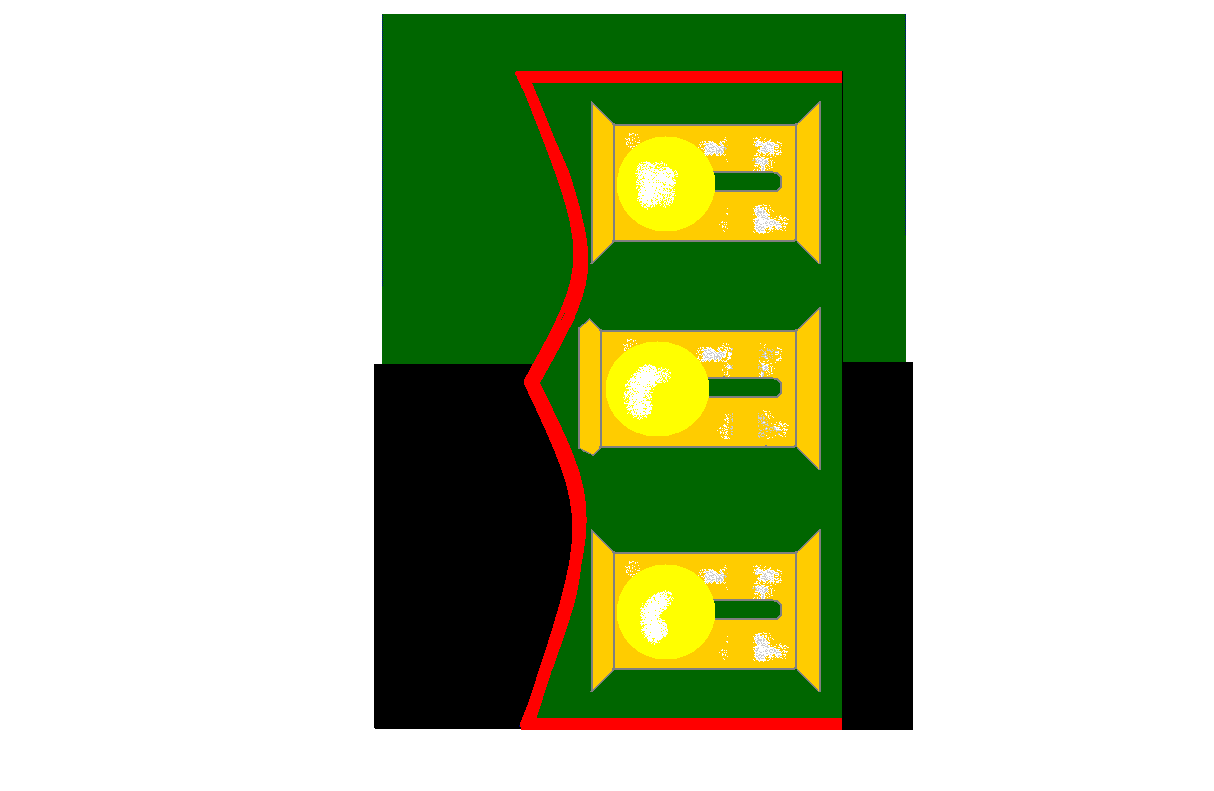

### Deutsche Aufschläge
- nur für die sächsischen Truppenteile

Die deutschen Aufschläge waren sog. runde Aufschläge, ohne Schlitze.
Merkmal: parallellaufend mit der unteren Öffnung des Ärmels, ein Knopf auf dem Aufschlag, ein Knopf auf dem Ärmel.

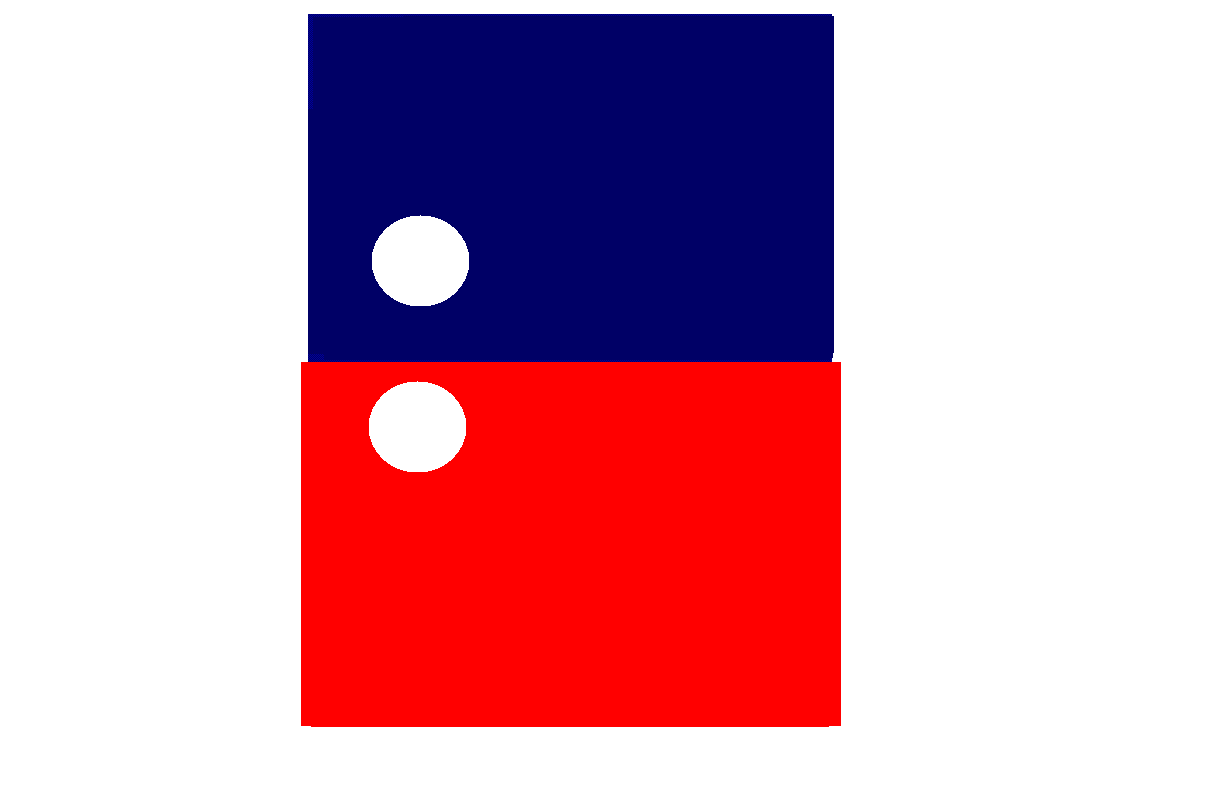

### Ungarische Knoten
- Husaren. Sie besaßen keine Aufschläge im eigentlichen Sinne mehr, sondern trugen am unteren Ärmel eine Schnurverzierung.
